# Ultraaricia minorata
Ultraaricia minorata är en fjärilsart som beskrevs av Ruggero Verity 1938. Ultraaricia minorata ingår i släktet Ultraaricia och familjen juvelvingar. Inga underarter finns listade i Catalogue of Life.